# Nisei

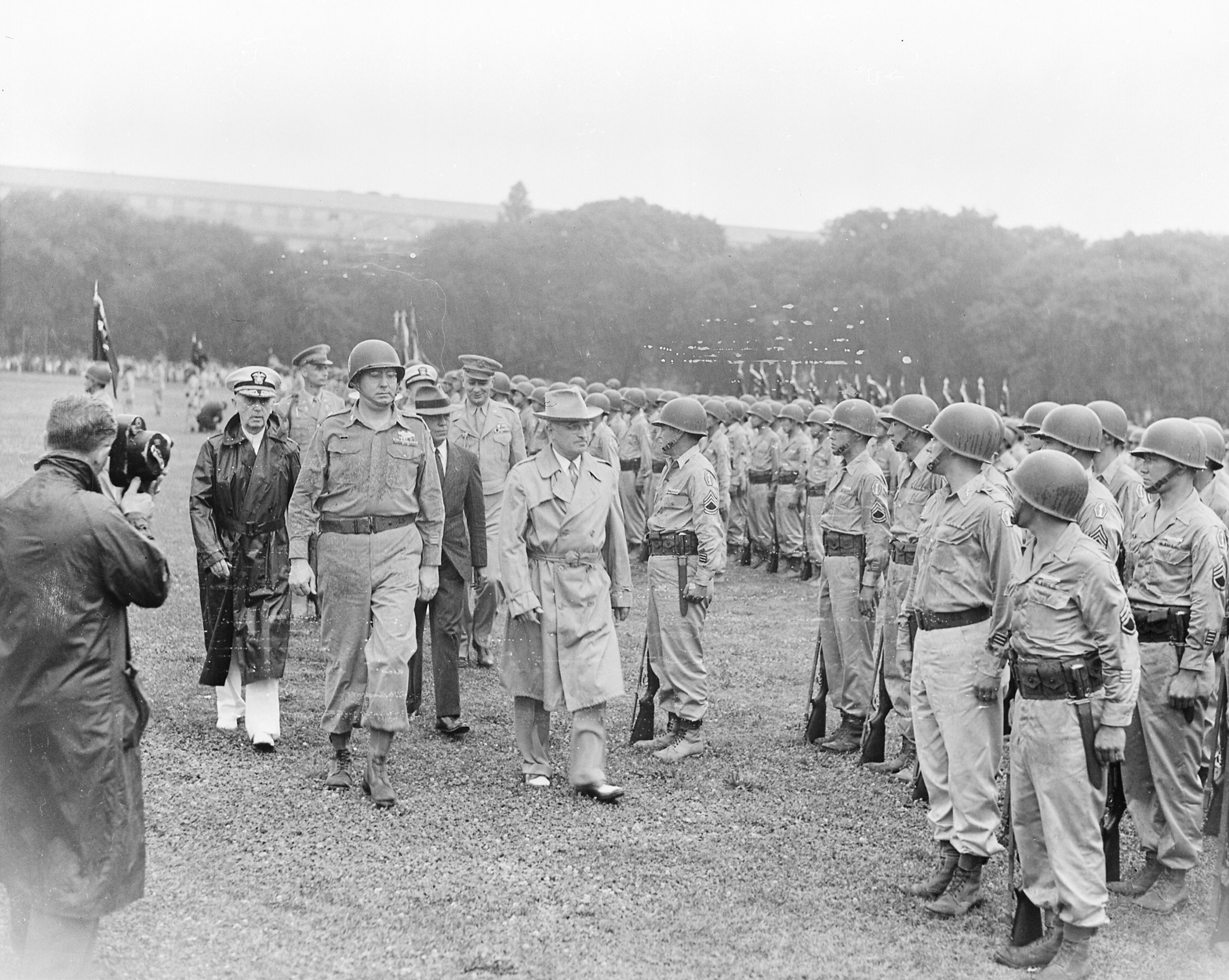
El presidente Truman revista tropas Nisei del 442.º Regimiento de Infantería en 1946.

Nisei (en japonés: 二世) es un término en idioma japonés que significa segunda generación y que proviene del vocablo ni que significa dos. El vocablo Nisei señala a japoneses nacidos en segunda generación en un país distinto del Japón.
La unión de los vocablos Ni (二, "dos") y Sei (世, "generación") forman la frase "segunda generación", el kanji formado es (二世).
Este término fue aplicado muy especialmente a los descendientes directos de japoneses nacidos en Norteamérica que participaron en la Segunda Guerra Mundial enrolándose como combatientes nipo-americanos a favor de los Estados Unidos de América y que destacaron por su capacidad combativa en el teatro europeo. 
Actualmente, las principales colonias de japoneses radicados en territorio extranjero están en Canadá, Perú, Brasil y los Estados Unidos (especialmente las islas Hawái).
En Chile, los descendientes de japoneses son una minoría étnica poco relevante en comparación con las otras colonias asiáticas, como la china y la coreana.
En el conteo numeral de Japón, la secuencia "uno", "dos", "tres", "cuatro"... se utiliza para designar las sucesivas generaciones de japoneses residentes en el extranjeros, resultando así:
- Issei (一世, «primera generación»), emigrantes japoneses;
- Nisei (二世, «segunda generación»), nacidos fuera de Japón con un progenitor al menos issei;
- Sansei (三世, «tercera generación»), nacidos fuera de Japón con un progenitor al menos nisei;
- Yonsei (四世, «cuarta generación»), nacidos fuera de Japón con un progenitor al menos sansei.
- etc.

## Algunos nisei famosos
- Minoru Yamasaki (nisei), arquitecto estadounidense, conocido por haber diseñado las Torres Gemelas, los edificios 1 y 2 del World Trade Center.
- Pat Morita (nisei), actor que apareció en la primera serie de filmes de Karate Kid.
- George Takei (nisei), actor de la serie Star Trek (señor Sulu).
- Daniel Inouye (nisei), soldado destacado en las fuerzas armadas estadounidenses.
- Yoko Ono (issei), esposa de John Lennon, sus hijos nisei son Sean Taro Ono Lennon y Kyoko Chan Cox.
- Wataru Misaka (nisei), primer jugador no caucásico en jugar en la NBA.
- Miiko Taka (nisei), actriz que interpretó a Hana-ogi en Sayonara.
- Alberto Fujimori (nisei) expresidente constitucional y ex dictador peruano.